# アカカマス
アカカマス（Sphyraena pinguis Günther, 1874）は、カマス科カマス属の硬骨魚である。

## 分布
沿岸性が強く、日本では最も普通に見られるカマスである。港や堤防にも多い。カマス科の中では北方に分布する種で、サンゴ礁の海域にはいない。
北海道から九州南岸にかけての日本海・東シナ海・太平洋沿岸、瀬戸内海、屋久島。朝鮮半島（西岸・南岸・東岸）、済州島。渤海。黄海。中国（東シナ海・南シナ海沿岸）、台湾西岸。インド洋から西太平洋にかけて。

## 形態
体はほぼ円筒形。頭部は小さく、目は大きい。口は大きく、犬歯状の歯がよく発達する。全長60センチ。
本州近海ではヤマトカマスが混獲されるが、本種は腹鰭起点が第1背鰭より明らかに前方にあるので区別できる。また、タイワンカマスと比べて本種は鱗のきめが細かく、尾柄部から尾鰭にかけて黄色いので区別できる。
第1背鰭は5棘条、第2背鰭は1棘条9軟条、尻鰭は2棘条8軟条。側線鱗88-92枚。

## 生態
産卵期は夏（相模湾・紀伊水道・周防灘で6-7月、鹿児島湾で5-8月、京都府で6-8月）、直径0.7-0.8ミリの分離浮性卵を多いもので20万個、産卵期を通しては100万個産む。24-30時間で孵化、秋には37-66ミリの稚魚となり、藻場や沿岸浅所の表層から中層で群れて暮らす。1年で25センチに成長するが、これ以降は季節的な深浅移動を行うようになる。周年漁獲されるが、夏は沿岸の浅所に、冬はやや沖合の深所に移動する。
鹿児島湾の本種について、耳石による年齢の推定を行った研究があるが、オスで11歳、メスで8歳の個体が確認されている。

## 人との関わり

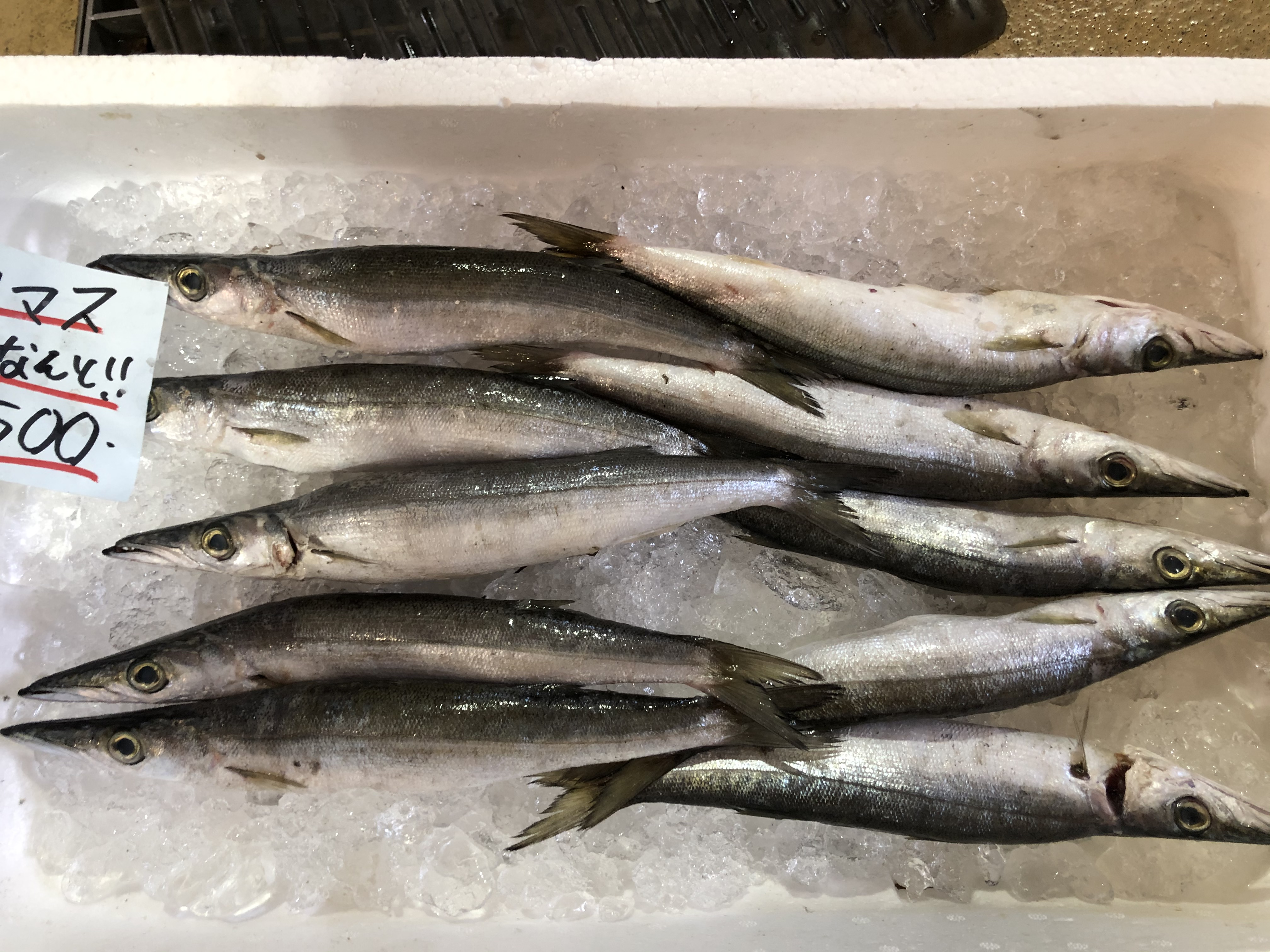
市場に並んだアカカマス

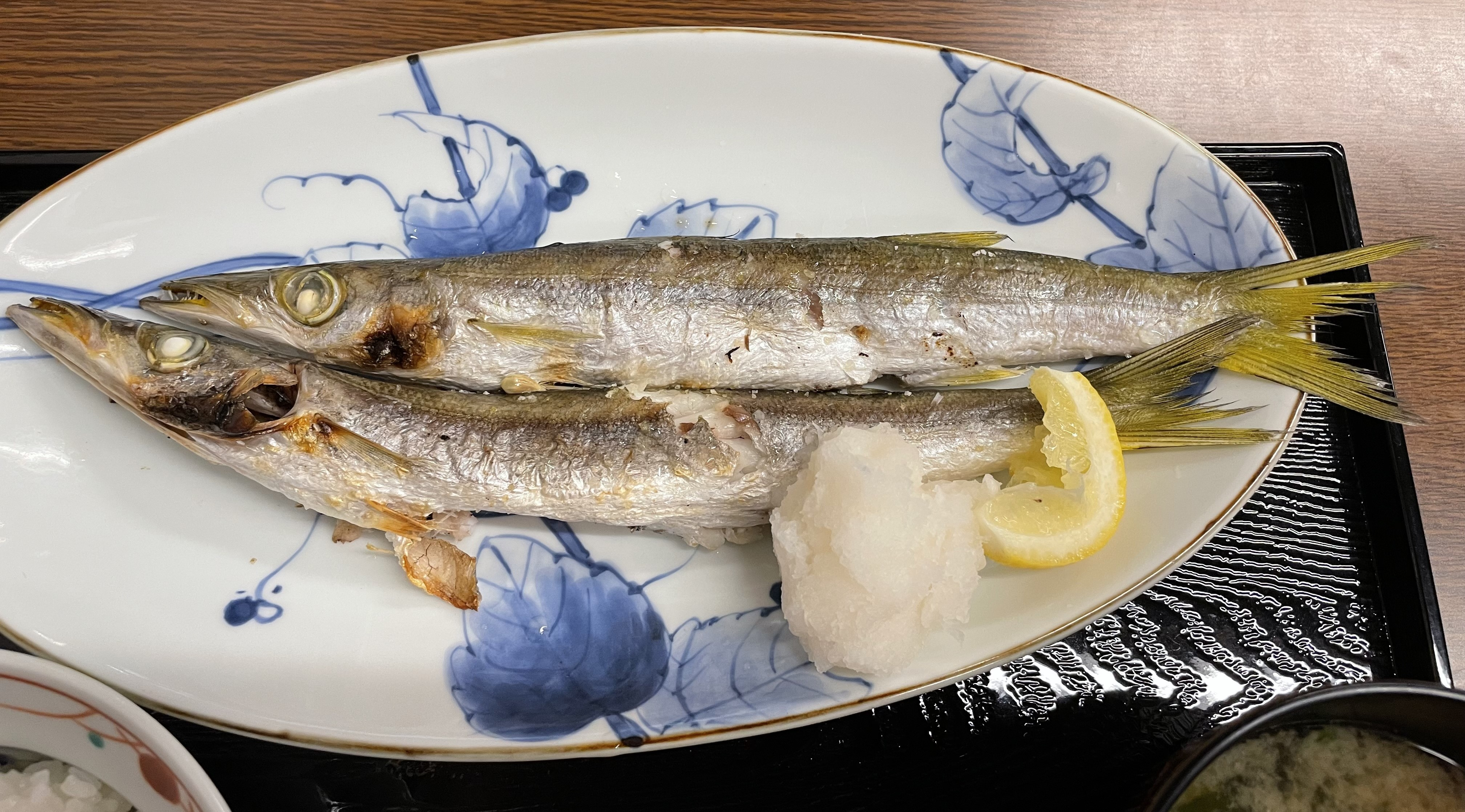
塩焼き

鱗がはがれやすく、それが原因で傷ついて死んでしまう個体も多い。それゆえ飼育は難しいとされてきたが、1994年、東海大学海洋科学博物館（通称・海のはくぶつかん）で飼育に成功した。静岡市清水区由比町の定置網に協力を要請して採集した個体の30%は傷が治った。なお、餌付けには苦労した模様。

### 水産業
日本産カマスの中でも高価で美味な本種は、定置網や釣りで漁獲される。
クドアの一種Kudoa megacapsulaが寄生していることがある。中国産アカカマスを輸入して干物に加工する過程で、筋肉が融解しているのが発見されて問題となった。ただし人間には寄生しないので、食品衛生上の問題はない。また、融解した魚肉がなんらかの毒性を持つという報告もない。

### 釣りの対象魚として
伝統的なサビキ釣りのほか、ルアー釣りの対象として人気がある。

### 食材として
秋から冬が旬。食材としては他のカマスよりも高級品とされ、本カマスの別名もある。
水気が多い肉質で、焼き物として利用するときは塩で軽く締めてから焼くことが多い。皮目が特に美味とされ、焼き霜の刺身で提供されることも多い。握り寿司にするには、塩、または塩と酢で締めてから握る。
卵巣は塩辛になる。